# Liste der Naturdenkmale in Albig
Die Liste der Naturdenkmale in Albig nennt die im Gemeindegebiet von Albig ausgewiesenen Naturdenkmale (Stand 17. Februar 2024).

## Naturdenkmale
| Nr.         | Bezeichnung                 | Lage                       | Beschreibung                       | Bild                                    |
| ----------- | --------------------------- | -------------------------- | ---------------------------------- | --------------------------------------- |
| ND-7331-423 | Kastanien in der Kirchgasse | Kirchgasse, bei Nr. 2 Lage | Aesculus hippocastanum, zwei Bäume | Direkt Bild zu diesem Denkmal hochladen |

## Ehemalige Naturdenkmale
| Nr. | Bezeichnung     | Lage                                  | Beschreibung                                                                            | Bild                                    |
| --- | --------------- | ------------------------------------- | --------------------------------------------------------------------------------------- | --------------------------------------- |
|     | Pyramidenpappel | östlich des Ortes; Flur Im Spieß Lage | Populus nigra 'Italica', mehrere Bäume, 1960 ca. 25 m hoch; Rechtsverordnung aufgehoben | Direkt Bild zu diesem Denkmal hochladen |
|     | Baumgruppe      | Antoniterhofstraße Lage               | Robinia pseudoacacia und Ulmus minor, mehrere Bäume; Rechtsverordnung aufgehoben        | Direkt Bild zu diesem Denkmal hochladen |